# Przesuwka cylicyjska
Przesuwka cylicyjska (druga przesuwka ormiańska) – zmiana sposobu wymowy niektórych głosek w języku staroormiańskim.
Druga przesuwka tego języka nastąpiła w dialektach prowincji Cylicja, pod koniec pierwszego tysiąclecia n.e. Stanowiła kontynuację przesuwki pierwszej, zmieniającej wymowę spółgłosek odziedziczonych z języka praindoeuropejskiego.

## Ewolucja spółgłosek
Ewolucja spółgłosek podlegających przesuwkom w języku ormiańskim charakteryzowała się przebiegiem:
{\displaystyle d^{h}\to d\to t\to t^{h}}
co w konsekwencji dało następujące zmiany:

### Język staroormiański
{\displaystyle d^{h}\to d} i zanik starej spółgłoski
{\displaystyle d\to t}
{\displaystyle t\to t^{h}}
{\displaystyle t^{h}} bez zmian

### Dialekty cylicyjskie
{\displaystyle d^{h}} nie występuje
{\displaystyle d\to t}
{\displaystyle t\to d}
{\displaystyle t^{h}} bez zmian